# Tabacologie
La tabacologie est la discipline universitaire qui s'intéresse aux mécanismes d'installation et d'entretien de la dépendance à la consommation de tabac ou dépendance tabagique. Elle étudie les conséquences de cette dépendance sur la santé et les techniques permettant le sevrage tabagique.

## Historique
Le mot « tabacologie » figure dans le Dictionnaire de la langue française (le Littré) de 1874 ; il désigne alors un « traité sur le tabac ».

### Belgique
La tabacologie en Belgique commence en l'an 2000, sous l'impulsion du Fonds des affections respiratoires (FARES) et grâce au Docteur Laurence Galanti, médecin biologiste à l'université catholique de Louvain formée à la tabacologie à la fin des années 1990 en France. Depuis 2000, le FARES organise chaque année une formation continue en tabacologie ainsi qu'une rencontre annuelle de tabacologie, ouverte aux professionnels de la santé, de l'éducation et de l'action sociale.

### France
Le terme « tabacologie » est réactualisé en 1989 par le Professeur Robert Molimard. Il fonde en 1983 la « Société d'étude de la dépendance tabagique et des phénomènes comportementaux apparentés » pour promouvoir la recherche scientifique sur le tabac et le tabagisme. En 1986, il crée à l'université Paris-Descartes un diplôme pour former des chercheurs et des cliniciens. En 1989, le diplôme devient le Diplôme inter-universitaire de tabacologie, dont il assure la coordination de l'enseignement jusqu'en 2009. La Société prend alors le nom de Société de tabacologie qu'il préside jusqu'en 2004 et est renommée par la suite Société francophone de tabacologie.